# Oleg Łatyszonek
Oleg Łatyszonek (biał. Алег Латышонак, Aleh Łatyszonak, ur. 27 maja 1957 w Elblągu) – polski historyk narodowości białoruskiej, doktor habilitowany nauk humanistycznych, profesor Uniwersytetu w Białymstoku, działacz społeczny.

## Życiorys

### Działalność naukowa i zawodowa
W 1980 ukończył studia na Wydziale Filozoficzno-Historycznym Uniwersytetu Jagiellońskiego w Krakowie. W 1996 obronił doktorat na Wydziale Nauk Historycznych Uniwersytetu Mikołaja Kopernika w Toruniu na podstawie pracy Białoruskie formacje wojskowe 1917–1923. W 2008 na podstawie dorobku naukowego oraz rozprawy pt. Od Rusinów Białych do Białorusinów. U źródeł białoruskiej idei narodowej uzyskał stopień doktora habilitowanego nauk humanistycznych.
Po ukończeniu studiów pracował jako nauczyciel historii w Technikum Mechanizacji Rolnictwa w Supraślu (do 1983). Po wyjeździe do Krakowa pracował jako asystent w Muzeum Historycznym Miasta Krakowa i jako asystent w Instytucie Badań Polonijnych Uniwersytetu Jagiellońskiego. W 1991 powrócił do Białegostoku, gdzie podjął pracę w Muzeum Wojska. Od 1993 do 1997 był dziennikarzem tygodnika Niwa. W latach 1997–2008 pracował jako wykładowca w Katedrze Kultury Białoruskiej Uniwersytetu w Białymstoku. Od 2008 jest profesorem nadzwyczajnym w Instytucie Historii i Nauk Politycznych na Wydziale Historyczno-Socjologicznym Uniwersytetu w Białymstoku.
Od 1996 jest przewodniczącym Białoruskiego Towarzystwa Historycznego. Członek Kolegium Redakcyjnego Białoruskich Zeszytów Historycznych. Współpracownik Polskiego Słownika Biograficznego. Tłumacz literatury białoruskiej na język polski.

### Działalność społeczna i polityczna
Od 1981 działał w NSZZ „Solidarność” Region Białystok. Współpracował z Biurem Komisji Interwencji Zarządu Regionu, w czasie stanu wojennego zajmował się kolportażem Biuletynu Informacyjnego „Solidarności” Regionu Białystok, pisał artykuły do czasopism drugiego obiegu. W kwietniu 1982 został aresztowany, a w grudniu zwolniony warunkowo. W lipcu 1983 sprawa przeciwko niemu została umorzona.
W okresie pobytu w Krakowie kontynuował działalność w środowiskach niezależnych, publikując w wydawnictwach podziemnych oraz prowadząc wykłady na tzw. „Uniwersytecie Robotniczym”. W drugiej połowie lat 80. związał się także z białoruskim ruchem studenckim, przewodniczył komisji naukowej podziemnego wówczas Białoruskiego Zrzeszenia Studentów, był współzałożycielem festiwalu Basowiszcza.
Od 1991 działał w Białoruskim Zjednoczeniu Demokratycznym, w latach 1992–1994 pełnił funkcję przewodniczącego tej partii. Od 1995 jest członkiem zarządu Związku Białoruskiego w Rzeczypospolitej Polskiej. W 1997 został wiceprezesem Centrum Edukacji Obywatelskiej Polska-Białoruś, a w 1998 był współtwórcą Białoruskiego Radia Racja.

## Rodzina
Urodził się w białoruskiej rodzinie inteligenckiej. Ojciec pochodził spod Szarkowszczyzny, a matka z Łuki na Podlasiu. W 1965 rodzina przeprowadziła się do Białegostoku. Oleg Łatyszonek jest żonaty, ma syna.

## Wybrane publikacje
- Białoruskie formacje wojskowe 1917–1923, Białystok 1995
- Historia Białorusi od połowy XVIII do końca XX wieku, Białystok 2002 (wraz z Eugeniuszem Mironowiczem)
- Od Rusinów Białych do Białorusinów. U źródeł białoruskiej idei narodowej, Białystok 2006
- Беларускія палітыкі і пратэстанты. Ад "Гомона" да Грамады. W: Пратэстанцкая царква і беларускі нацыянальны рух. Менск: «Кнігазбор», 2006. Brak numerów stron w książce
- Żauniery BNR, Białystok-Wilno, 2009
- Nacyjanalnaść – Biełarus, Białystok-Wilno 2009
- Historyja Biełarusi ad siaredziny XVIII st. da paczatku XXI st., Białystok-Wilno 2010 (wraz z Eugeniuszem Mironowiczem)
- Biełastok-Polacak, Białystok-Wilno 2010

## Nagrody i odznaczenia
- Krzyż Kawalerski Orderu Odrodzenia Polski (2008)[3]
- Medal Stulecia Odzyskanej Niepodległości (2023)[4]
- Zasłużony Działacz Kultury (2000)
- Medal 100-lecia Białoruskiej Republiki Ludowej (Rada BRL, 2019)[5]